# Параноја у Лас Вегасу (филм)
Параноја у Лас Вегасу (енгл. Fear and Loathing in Las Vegas) је амерички пустоловни црнохуморни драмски филм из 1998. године, који је режирао Тери Гилијам. Филм је адаптација истоимене књиге америчког писца Хантера Томпсона, који је књигу написао на основу свог личног искуства. У филму се појављује велики број познатих глумаца.

## Радња
Радња филма се одвија у Америци 1971. године, и прати путовање двојице мушкараца, који путују из Калифорније у Лас Вегас, да би урадили репортажу о мотоциклистичким тркама. Новинар Раул Дјук кога тумачи Џони Деп и др. Гонзо кога тумачи Бенисио дел Торо су двојица јако необичних интелектуалаца, које је изнедрила хипи култура. Током свог путовања, они узимају велике количине халуциногених дрога, које ће их у окружењу као што је Лас Вегас, увалити у многе проблеме. Током свог боравка у Лас Вегасу посетиће и конвенцију о зависности од марихуане, на којој ће бити приказан документарац, који кориснике марихуане описује као „безумне силоватеље, који непрестано мастурбирају ако не могу да пронађу жртву за силовање, и да би се хапшењем само 1 зависника од марихуане спасило деветоро људи“.
Током читавог филма Дјук и Гонзо су под деловањем психоактивних супстанци, тако да неретко имају параноичне идеје и нападе панике.
Филм критикује припаднике хипи покрета, који су веровали да ће уз масовно конзумирање ЛСД-а променити свет на боље, као и Никсонову администрацију, која је погоршала ситуацију током Вијетнамског рата и донела ригорозне законе о психоделичним дрогама, у циљу борбе против хипи револуције.

## Улоге
| Глумац            | Улога                                           |
| ----------------- | ----------------------------------------------- |
| Џони Деп          | Раул Дјук / Хантер С. Томпсон                   |
| Бенисио дел Торо  | доктор Гонзо / Оскар З. Акоста                  |
| Тоби Магвајер     | стопер                                          |
| Елен Баркин       | конобарица у кафеу Норт стар                    |
| Гари Бјуси        | полицајац                                       |
| Кристина Ричи     | Луси                                            |
| Камерон Дијаз     | плавокоса ТВ новинарка                          |
| Кетрин Хелмонд    | рецепционер у хотелу Минт                       |
| Мајкл Џетер       | Л. Рон Бамквист                                 |
| Фли               | хипик                                           |
| Крег Бирко        | Ласерда, фотограф                               |
| Кристофер Мелони  | рецепционер у хотелу Фламинго                   |
| Марк Хармон       | репортер на трци                                |
| Лајл Ловет        | путник                                          |
| Џенет Голдстин    | Алис, спремачица                                |
| Верн Тројер       | мали конобар                                    |
| Трој Еванс        | полицијски шеф                                  |
| Хари Дин Стентон  | судија                                          |
| Тим Томерсон      | силеџија                                        |
| Ричард Рил        | возач багија на дини                            |
| Лери Сидар        | агент за изнајмљивање аутомобила - Лос Анђелес  |
| Ричард Портнау    | човек у светлом оделу                           |
| Хантер С. Томпсон | старији Раул Дјук, у флешбеку из клуба Матрикса |
| Деби Рејнолдс     | њен глас                                        |

## Награде
- Глумац Џони Деп је добио златног овна Удружења филмских критичара Русије 1998. године, за најбољег страног глумца;[3]
- Режисер Тери Гилијам је номинован за златну палму на Канском фестивалу 1998. године, међутим није освојио награду.[3]